# بول نيري
بول نيري (بالفرنسية: Paul Néri)‏ ولد بتاريخ 26 فبراير 1917 في ريدجو كالابريا، وتوفي في 28 يناير 1979 في مارسيليا، كان دراج إيطالي.

## روابط خارجية
- بول نيري على موقع أرشيف الدراجات (الإنجليزية)
- بول نيري على موقع إحصائيات الدراجات الإحترافية (الإنجليزية)